# Kappel (Bad Buchau)
Kappel ist ein Ortsteil der Stadt Bad Buchau im Landkreis Biberach in Oberschwaben.

## Geographie
Kappel liegt südwestlich von Bad Buchau, ist aber inzwischen mit der Stadt Buchau verwachsen.

## Geschichte
Ein Hortfund aus dem 1. Jahrhundert vor Christus im Vollocher Ried mit 130 Bronze- und Eisengegenständen deutet die frühe Besiedlung des Ortes an der alten Uferkante des Federsees an.
Im Jahre 1391 veräußerte Hildebrand von Brandenburg für 201 Pfund Heller den größten Teil von Kappel an das unter der Leitung der Äbtissin Anna von Russegg stehende Damenstift Buchau. Davor gehörte Kappel den Herren von Winterstetten. Im 15. Jahrhundert wurde Kappel komplett buchauisch und blieb es bis zum Jahre 1806. 1780 bestand die Siedlung einschließlich des Ottobeurer Hofes aus 66 Gebäuden. Kappel wurde nach 1806 ins Königreich Württemberg eingegliedert und unterstand dort dem Oberamt Riedlingen.
Am 27. Juni 1935 erschütterte Kappel gegen 18:20 Uhr ein starkes Erdbeben, bei dem 200 Dächer in Mitleidenschaft gezogen wurden, hierbei fiel auch der Giebel des Kirchturmes in die Vierung der Kirche. Am 22. April 1945 gab es ein Gefecht bei Kappel mit versprengten deutschen Einheiten. Dabei nahmen die französischen Einheiten den Ort unter Beschuss. Es wurden drei Zivilisten getötet und ein Bauernhaus brannte ab.
Am 1. Januar 1971 wurde Kappel nach Bad Buchau eingemeindet. Der Gemeinderat von Kappel entschied sich – gegen die Mehrheit der Kappler Bürger, die den Fortbestand der Gemeinde wollten – für den Anschluss an Buchau.

### Jüdische Gemeinde

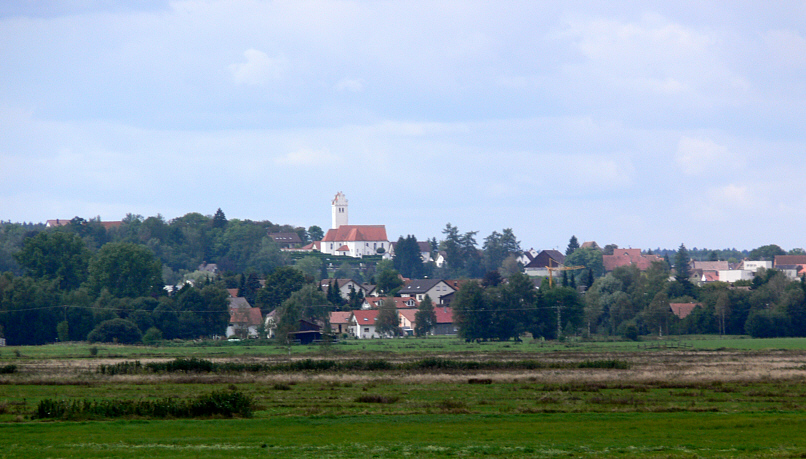
Blick von Oggelshausen nach Kappel 2009

In Kappel bestand von 1793 bis 1873 eine jüdische Gemeinde. Das Stift  Buchau gestattete zwölf jüdischen Familien, sich als Schutzjuden in der Gemeinde anzusiedeln. Es gab in Kappel eine Synagoge und eine jüdische Schule.

## Bauwerke
- Filialkirche St. Peter und Paul
- Plankentalkapelle St. Adelindis
- Ruhe-Christi-Kapelle
- Wuhrkapelle St. Maria
- Zehentscheuer des Klosters
- Rathaus von Kappel
- Bronzegrabdenkmal Josef Heselmann (1980)
- Synagoge Kappel (abgetragen 1882)
- Jüdische Schule von Kappel (abgerissen)

### Oberschwäbische Keltenstraße
Im Bürnau-Vollacher Ried bei Kappel befand sich eine Heilige Stätte (oder ein Fluchtdepot). Sie ist die vierte Station (Druiden der Kelten) der Oberschwäbischen Keltenstraße, einer 2014 eröffneten Ferienstraße als GPS-Tour zum Thema „Kelten“.